# Takatsukasa Masamichi
Takatsukasa Masamichi (鷹司 政通 1789 – 1868?) fue un kuge (cortesano) que actuó de regente a finales de la era Edo. Fue hijo del regente Takatsukasa Masahiro.
Ocupó la posición de kanpaku del Emperador Ninkō y del Emperador Kōmei entre 1823 y 1856. 
En 1856, en la Purga Ansei, fue procesado y posteriormente se convirtió en un monje budista.
Uno de sus hijos fue Takatsukasa Sukehiro, quien se casó con una hija del séptimo líder del Mito han, Tokugawa Harutoshi. Una de sus hijas se casó con el decimotercer líder del Tokushima han, Hachikusa Narihiro.